# Einlagerungsmischkristall
Bei einem Einlagerungsmischkristall, auch interstitielle Verbindung, intermediäre Phase oder Einlagerungsverbindung genannt, handelt es sich um eine chemische, nichtstöchiometrische, kristalline Verbindung aus mindestens zwei Elementen. Anders als beim Substitutionsmischkristall nehmen die sehr viel kleineren Fremd- bzw. Einlagerungsatome dabei Zwischengitterplätze oder Lücken im Kristallgitter des Wirts- bzw. Basiselements ein. 
Diese Verbindungsart findet sich üblicherweise zwischen Metall und Nichtmetall, wobei das Metall das Basiselement bildet und das Nichtmetall das Einlagerungselement. Einlagerungsverbindungen haben oft metallische Eigenschaften. Insbesondere die Übergangsmetalle neigen zum Einlagern der Metalloide Wasserstoff, Stickstoff, Bor und Kohlenstoff. Wichtige Vertreter sind u. a.  Eisen-Kohlenstoff, Wolframcarbid (WC), Ti2H oder Fe2N.
Bei einem Einlagerungsmischkristall entstehen immer Gitterverzerrungen, die das Kristallgitter aufweiten, da zusätzliche Atome ins Gitter aufgenommen werden müssen. Um diese Verbindung zu ermöglichen, darf der Atomdurchmesser des Fremdatoms maximal 41 % des Atomdurchmessers des Wirtsatoms betragen.
Außerdem ist die Einlagerungsfähigkeit aufgrund der Gitterverzerrung und der damit verbundenen Spannungen stark begrenzt. Sie beträgt z. B. bei der Verbindung Eisen-Kohlenstoff je nach Temperatur:
- δ-Mischkristall: 0,10 % (d. h. max. 0,1 % Kohlenstoff gelöst in Eisen)
- γ-Mischkristall: 2,06 %
- α-Mischkristall: 0,02 % bei Raumtemperatur bis 0,2 % bei 723 °C.